# Ranunculus eschscholtzii
Ranunculus eschscholtzii är en ranunkelväxtart som beskrevs av Schlecht.. Ranunculus eschscholtzii ingår i släktet ranunkler, och familjen ranunkelväxter.

## Underarter
Arten delas in i följande underarter:
- R. e. oxynotus
- R. e. trisectus

## Bildgalleri

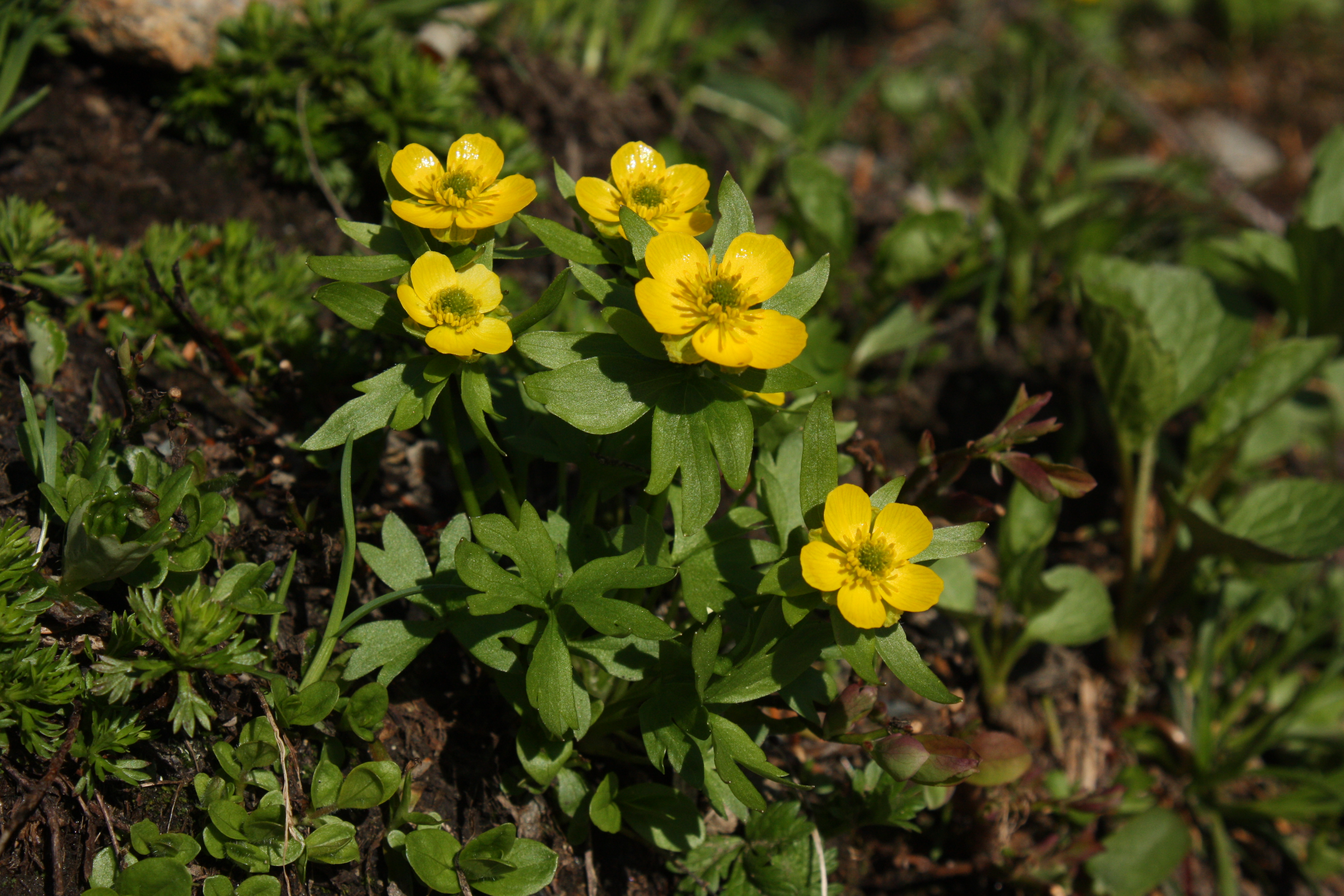
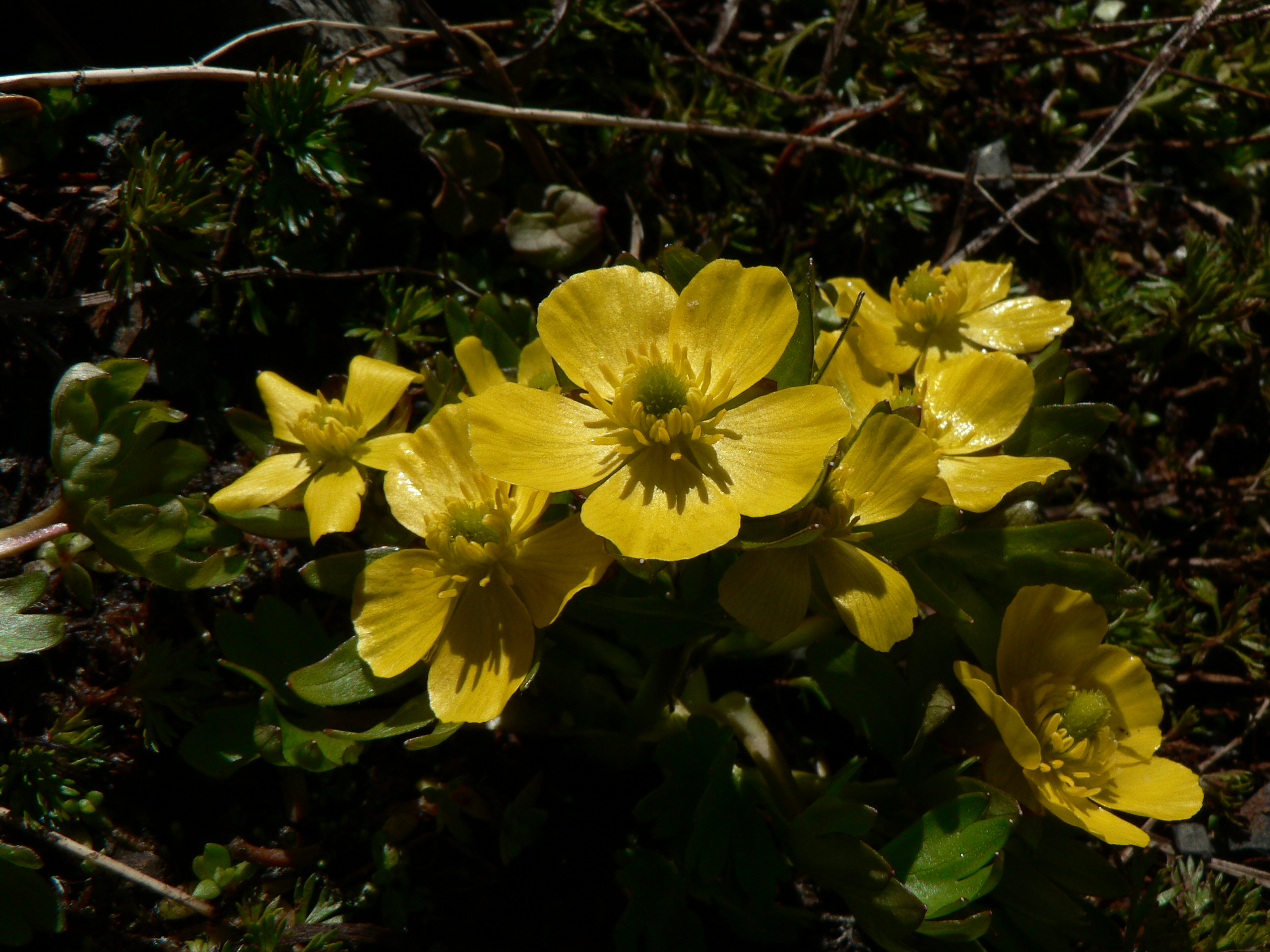
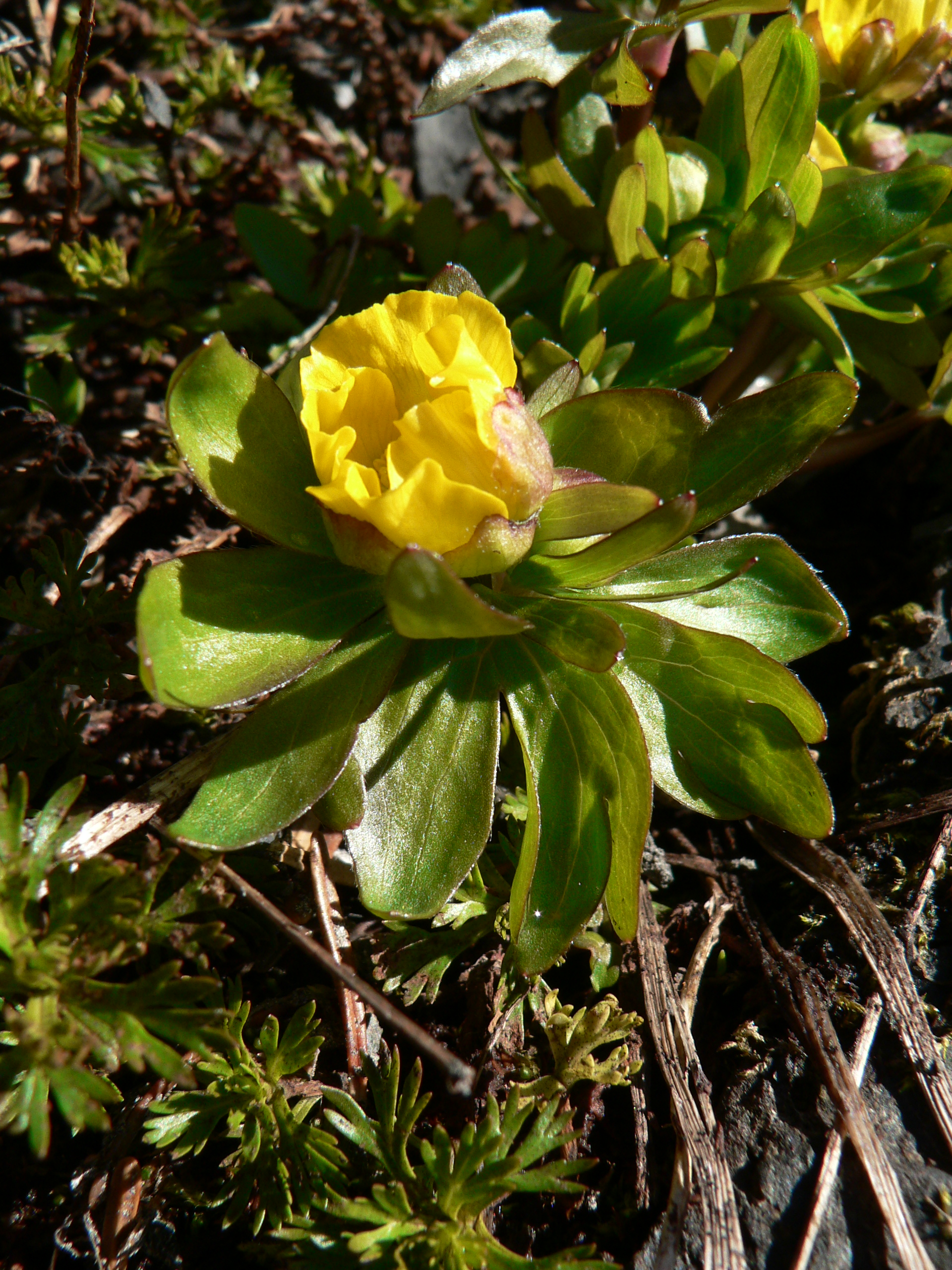
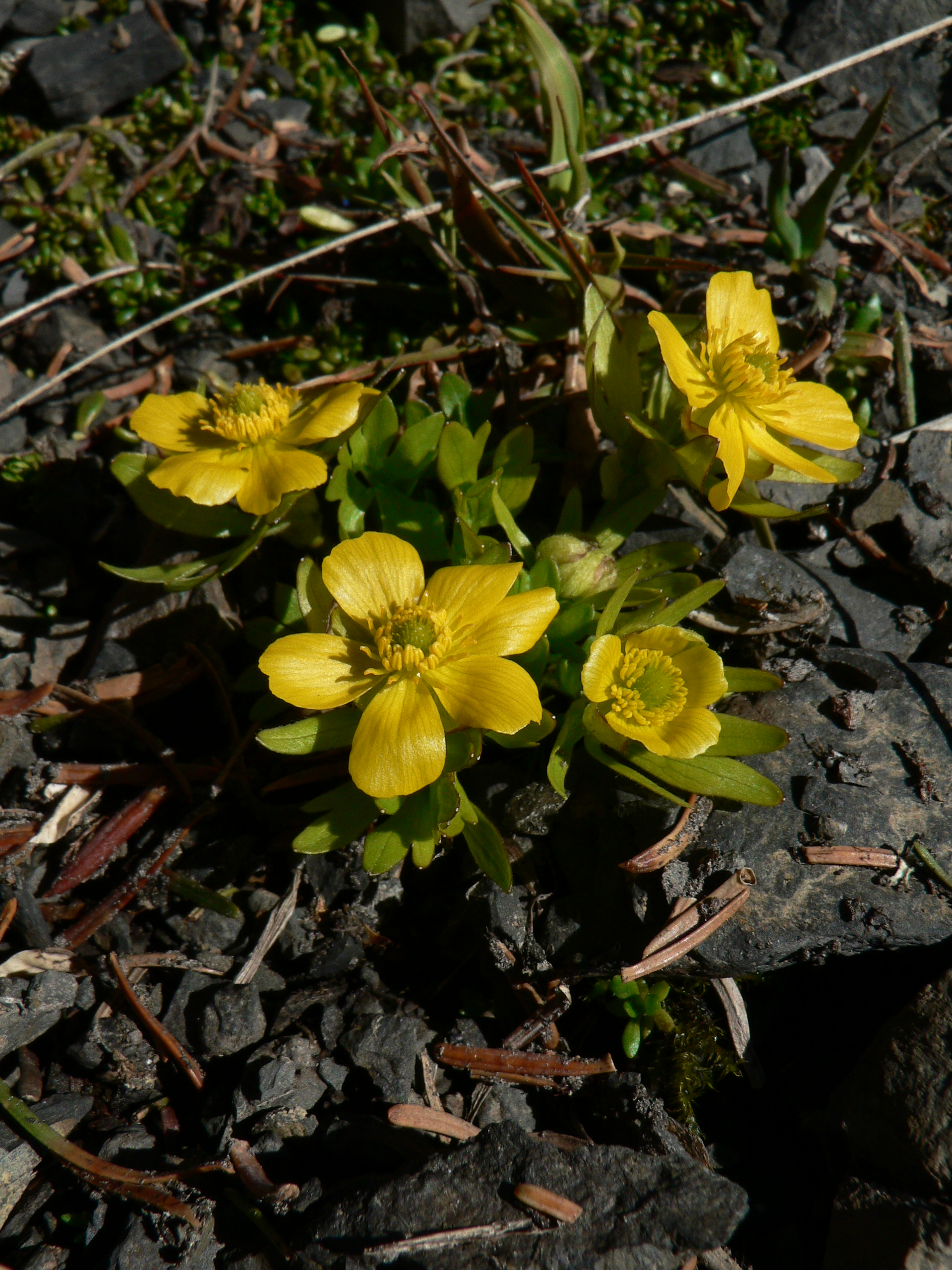
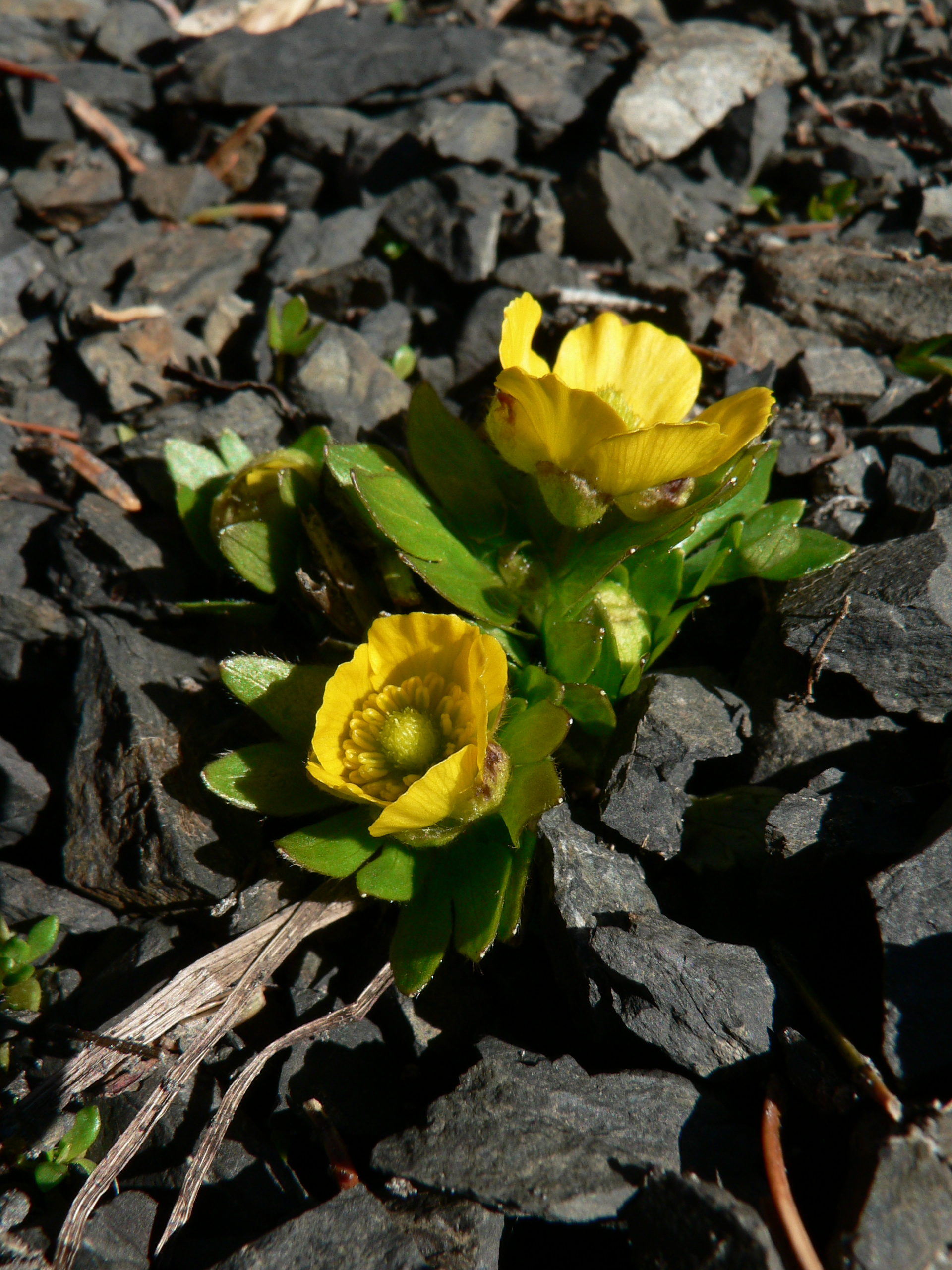
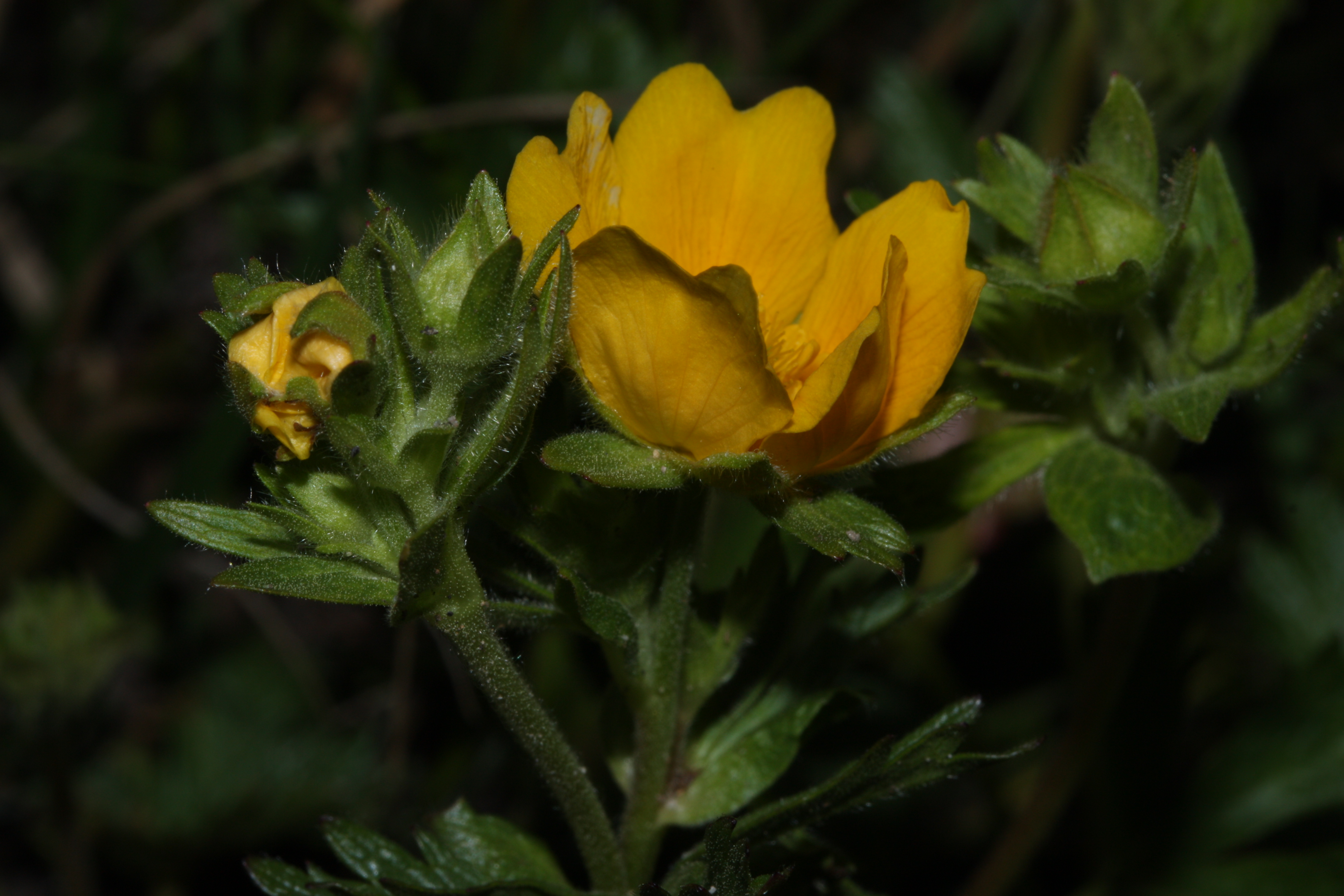